# Owusu A. Kizito
Owusu A. Kizito (nacido el 9 de abril de 1976) es un empresario estadounidense y experto en vivienda de origen ghanés. Es el fundador y CEO de InvestiGroup Companies.

## Primeros años de vida
Owusu A. Kizito nació en Ghana el 9 de abril de 1976 en el seno de una familia católica.
En 2004, Owusu comenzó su maestría en administración de empresas en la Universidad del Pacífico de Hawái.
En 2014, recibió un Doctorado en Administración de Empresas en la Universidad de Phoenix.

## Carrera profesional
En 2006, Owusu A. Kizito fundó Investigroup LLC con oficinas en Nueva Jersey y Nueva York. La empresa está enfocada en la consultoría de medianas empresas en América del Norte.
En julio de 2015, Kizito coorganizó un evento cultural internacional junto con el United Nations Commutech Group (UNCG) en la sede de las Naciones Unidas en Nueva York.
Kizito también trabajó de forma independiente como asesor de vivienda en los EE. UU. a mediados de la década de 2000. Durante la crisis financiera de 2007-08, se centró en los propietarios de viviendas que podrían perder sus hogares debido a dificultades financieras. Le ayudó a publicar un libro Lived Experiences of Home Foreclosures Consequences on Mental and Physical Health, que ofrece soluciones para ayudar a los estadounidenses que corren el riesgo de perder una casa.
En 2018, Kizito desarrolló una asociación respaldada por el gobierno con contratistas e inversores como el multimillonario omaní P. Mohamed Ali para trabajar en la construcción de una carretera de 10 años de la red de carreteras de Ghana.

## Publicaciones
Experiencias vividas de las consecuencias de la ejecución hipotecaria de la vivienda en la salud mental y física: un estudio fenomenológico 2015. Publicación de páginas. Nueva York. ISBN 978-1-68139-555-5
Efectos negativos de las ejecuciones hipotecarias en los riesgos para la salud mental y física (2015). Revista Internacional de Gestión de Riesgos y Contingencias. Vol.4, No.2 ISSN: 2160-9624